# Вплив пандемії COVID-19 на домашнє насильство
Під час пандемії коронавірусу у 2019–20 роках багато країн повідомили про загострення проблеми домашнього насильства та в насильства в партнерських стосунках. Генеральний секретар Організації Об'єднаних Націй Антоніу Гутерріш, відзначаючи "жахливий глобальний сплеск насильства", закликав до "припинення вогню" у домогосподарствах. Європейський Парламент заявив: "ми не залишимо жінок Європи сам-на-сам із проблемою". Згадані міжнародні інституції закликали посилити підтримку постраждалих від домашнього насильства під час пандемії. Таке насильство є ґендерно зумовленим: більшість постраждалих є жінками, під найбільшою загрозою перебувають люди старшого віку та діти, окремою групою ризику є люди з інвалідністю.
Пандемія, фінансова незахищеність, стрес та невпевненість призвели до посилення агресії, як це бувало й раніше: у зв'язку зі світовою фінансовою кризою 2008-2009 рр. чи природними катастрофами, як-от землетрус у Крайстчерчі 2011 року. Домашнє насильство частішає, коли сім'ї проводять більше часу разом, наприклад, у період різдвяних відпусток, оскільки частота й жорстокість випадків насильства залежить від можливостей зловмисників контролювати жертв у повсякденному житті протягом тривалого часу. Тому основний вплив пандемії пов'язаний з заходами урядів, такими як локдауни, обмеженням контактів та пересування, спрямованим на сповільнення поширення інфекції. За словами французької чиновниці Марлен Скіаппи, "локдаун є ідеальним ґрунтом для росту домашнього насильства".

## За країнами
Загальний огляд проблем у сфері протидії насильству та прогнози щодо впливу пандемії COVID-19 представлені 27 квітня 2020 Фондом народонаселення ООН. Експерти оцінили різні фактори, що загрожують реалізації чотирьох цілей Фонду: планування сім'ї, припинення ґендерного насильства, жіночого обрізання і ранніх шлюбів. До таких факторів відноситься порушення поставок, призупинення чи обмеження в роботі профілактичних і просвітницьких програм, навантаження на урядові системи охорони здоров'я, освіти і правопорядку, ефекти від тривалої ізоляції сімей, додаткові стреси, спричинені економічними негараздами тощо.
В частині стосовно домашнього насильства Фонду виходить з прогнозу приросту випадків насильства на 20%. Таким чином, глобально кожен місяць обмежувальних заходів додаватиме близько 5 млн випадків до звичної статистики і через пів року локдауну в світі буде зареєстровано на 31 млн випадків насильства більше, ніж за аналогічний період до пандемії. Припинення, обмеження в роботі чи відстрочка запуску планованих профілактичних програм матиме довготермінові наслідки.

### Аргентина
Управління з питань домашнього насильства при Верховному суді Аргентини звітувало про зниження кількості заяв про насильство в сім'ї під час карантину з 50 до 5 на день. Один з адвокатів суду пояснив, що ці дані говорять не про кількість реальних випадків, а про те, що жертви більшою мірою залежні від своїх кривдників і перебувають під їх контролем, не маючи змоги втекти. Дзвінки на гарячу лінію екстреної допомоги зросли на 25%, що підтверджує заяву юриста.

### Австралія
Австралійський уряд заявив, що під час спалаху COVID-19 Google зареєстрував рекордне за останні 5 років число пошукових запитів щодо допомоги при домашньому насильстві. Поліція Західної Австралії повідомила про зростання на 5% повідомлень про насильство в родині порівняно з попереднім роком. У звіті Робочої групи з гендерних питань та Covid-19 зазначається, що з 400 опитаних працівниць та працівників відповідних служб, близько 40% повідомили про почастішання звернень за допомогою, а 70% зазначили збільшення складності випадків, з якими вони працюють.

### Бельгія
23 березня 2020 року Фламандська лінія допомоги (Vlaamse Hulplijn) повідомила про погіршення ситуації з домашнім насильством після того, як країна ввела в дію обмеження на пересування 12 березня. А 7 квітня — про збільшення на 70% числа звернень по допомогу на третьому тижні карантину порівняно з першим тижнем.

### Велика Британія
28 березня поліція Лестершира попередила про зростання насильства в сім'ї, заявивши, що постраждалі опинилися в тривалій ізоляції поруч із кривдниками. Страх перед хворобою та втратою робочих місць призвів до жорстокого поводження в тих домогосподарствах, де проблеми насильства досі не існувало. 30 березня боксер, чемпіон світу Біллі Джо Сондерс був позбавлений ліцензії Британської комісії з контролю боксу після поширення відео, що пропагувало насильство в сім'ї.
НУО Refuge, що переймається боротьбою з насильством в сім'ї, 6 квітня заявила, що виклики на їх телефонній лінії допомоги зросли на 25 % з початку обмежень, а кількість звернень на вебсайті — на 150 %. Через кілька днів Refuge повідомили про збільшення кількості дзвінків на 700 % за один лише день. Крім того, благодійна організація Respect повідомила про збільшення на 16,6 % кількості дзвінків щодо домашнього насильства над чоловіками.

### Венесуела
Директорка феміністської дослідницької організації Ladysmith заявила, що їх гаряча лінія у WhatsApp для мігранток у Венесуелі набула популярності, при цьому багато постраждалих згадували умови карантину як такі, що заважають можливості дистанціюватись від ґвалтівників.

### Індія
Національна комісія у справах жінок Індії повідомила про зростання гендерного насильства більш ніж удвічі під час локдауну в Індії; загальна кількість скарг від жінок зросла з 116 в перший тиждень березня до 257 в останній тиждень місяця. З 23 березня по 16 квітня NCW зареєструвала 587 скарг на насильство в сім'ї, на 45 % більше порівняно з попередніми 25 днями. Індійська правозахисниця Кавіта Крішнан зауважила, що якби індійський уряд попередив про заходи з обмеження контактів і пересування, жінки могли спробувати завчасно переїхати в безпечніші місця.
Між 20 і 31 березня на лінію довіри Childline India надійшло понад 92000 дзвінків від дітей з проханнями захисту від жорстокого поводження та насильства, зростання склало 50 %.

### Ірландія
Поліція Ірландії отримала значне збільшення кількості дзвінків щодо жорстокого поводження в сім'ях. Виконавча директорка НУО Безпечна Ірландія Шерон О'Галлоран, а також керівниця благодійної організації Жіноча допомога Сара Бенсон заявили журналістам, що бачать тенденцію використання вірусу і обмежувальних заходів для маніпулювання жертвами та ескалації насильства. У березні кожен з 21 притулку для жінок були наповнені, деяких постраждалих від насильства та їх дітей перевели в наймане житло AirBnB, щоб забезпечити соціальне дистанціювання.

### Іспанія
Лінія допомоги жертвам домашнього насильства в Іспанії повідомила про зростання кількості звернень на 47% за перші 2 тижні квітня у порівнянні з аналогічним періодом 2019 року, а кількість жінок, які звертаються до служб підтримки електронною поштою чи в соцмережах, зросла на 700%. Однак відбулося одночасне різке падіння аналогічних звернень до поліції. Чиновники та активістки пов'язують це з тим, що зараз потерпілі значно більшою мірою залежні від кривдників та ізольовані від сім'ї й оточуючих, що могли б надати їм підтримку.
Адвокатка потерпілих від домашнього насильства жінок Мерсе Ордовас заявила, що сувора вимога залишатися вдома заважає жінкам контактувати з тими, хто могли б їм допомогти, та дала злочинцям унікальну можливість контролювати своїх жертв. Адвокатка Кармен Валенсуела вказала, що повідомлення про насильство є складним процесом, в ході якого потерпілі повинні вийти з дому до відділення поліції, а наступного дня до суду, ризикуючи зазнати впливу COVID-19 та виправдовуватися за порушення комендантської години, а ще складніше тим, хто має дітей і вимушені обирати, брати їх з собою чи залишити з кривдником.

### Італія
В Італії спостерігається різке падіння викликів на лінії довіри щодо насильства в сім'ї. Ще одна група підтримки у Франції спостерігала таку ж тенденцію. Це може бути пов'язане з тим, що жінкам важко звернутися за допомогою в умовах ізоляції з насильниками. Як повідомляє Тайм, "вимушений локдаун [...] замкнув їх у пастці власних будинків поруч із кривдниками, ізольованими від людей та ресурсів, які могли б їм допомогти".

### Йорданія
Вірусного характеру набуло відеозвернення жінки з Йорданії, котра задокументувала жорстокість, якої зазнавала від матері та рідних братів і сестер, перш ніж Йорданський союз жінок допоміг їй та її сину переїхати з дому в безпечне місце.

### Китай
Активіст проти домашнього насильства зі Цзінчжоу, колишній правоохоронець Ван Фей 2 березня 2020 року заявив шанхайському інтернет-виданню Sixth Tone, що кількість повідомлень про домашнє насильство у сусідній поліцейській дільниці зросла втричі в лютому 2020 року порівняно з лютим 2019 року. "За нашою статистикою, 90% причин насильства пов'язані з епідемією COVID-19", - сказав він, посилаючись на тривожність, економічну незахищеність та ослаблену мережу підтримки постраждалих.
У провінції Хубей в лютому 2020 повідомлення поліції про домашнє насильство почастішали більш ніж утричі порівняно з попереднім роком, є окремі трагічні свідчення того, як погіршилась під час пандемії  доля тих, хто страждали від домашнього насильства протягом довгого часу.

### Колумбія
Мер столичного міста Богота повідомив: за перший тиждень карантину єдиний показник у статиці злочинів, що не зазнав зменшення, це насильство в сім'ї, він зріс на 225 %. В організації Колумбійська обсерваторія феміцидів (Colombia's Femicide Observatory), яка відстежує вбивства жінок, повідомила про збільшення кількості сусідських повідомлень та використання гештегів #FeminicidioEsPandemia, #ViolenciaDeGenero.

### Нідерланди
Інститут з гендерної рівності та історії жінок Атрія заявив наприкінці березня, що "у кризові періоди — як стихійні лиха, війни та епідемії, — збільшується ризик гендерного насильства". Повідомлялось, що Національна мережа "Безпечний дім" (Landelijk Netwerk Veilig Thuis, LNVT) спостерігає зростання числа випадків насильства у Нідерландах. Голландська некомерційна організація допомоги дітям Дитячий телефон (Kindertelefoon) повідомила про 50 % сплеск дзвінків — в більшості пов'язаних з домашнім і сексуальним насильством — за час обмежувальних заходів в другій половині березня.

### Німеччина
Станом на 2 квітня 2020 року озвучувались оцінки щодо домашнього насильства на рівні "Різдва в квадраті", нагадуючи про традиційний різдвяний пік домашнього насильства, але поточну ситуацію розцінюючи як набагато гіршу. На тлі пандемії в Німеччині створена гаряча лінія щодо насильства над чоловіками (Hilfetelefon Gewalt an Männern, чоловіки там є жертвами 18% зі всіх випадків насильства в сім'ях та партнерських стосунках); кількість випадків домашнього насильства зросла на 20%.

### Нова Зеландія
Новозеландські благодійники повідомили про зростання рівня насильства та жорстокого поводження в сім'ях між родичами і в подружжях. У Страсну п’ятницю 10 квітня поліція Нової Зеландії повідомила про 20 %-вий сплеск у справах про домашнє насильство за перший тиждень локдауну (з 29 березня), порівняно з попередніми трьома тижнями.

### Пакистан
Фахівці сфери охорони психічного здоров'я в Пакистані повідомили, що в їх країні під час локдауну також почастішали випадки домашнього насильства. Пакистанське Міністерство з прав людини створило Національну лінію довіри щодо домашнього насильства. Місцева правозахисниця повідомила про загострення суїцидальних тенденцій у постраждалих від насильства. Національне відомство боротьби з катастрофами в Пакистані створило спеціалізований підрозділ зі справ дитини і ґендеру (Gender and Child Cell) для вирішення випадків домашнього насильства.

### Російська Федерація
Відстеження кількості випадків домашнього насильства та надання допомоги постраждалим від нього стало важким через декриміналізацію домашнього насильства (з 2017 року). Однак незалежні дослідження показують, що повідомлення про випадки домашнього насильства почастішали щонайменше на чверть за кінець березня і квітень. Деякі з і так небагатьох притулків для жертв насильства у Росії закрили свої двері та не приймають постраждалих, але перейшли на надання послуг онлайн.

### США
Повідомляючи про насильство на Національній гарячій лінії з питань домашнього насильства, 951 абонент(ка) між 10 та 24 березня згадали Covid-19. З окремих повідомлень випливає, що деякі злочинці використовують вірус як привід ізолювати своїх жертв.
З 22 правоохоронних органів, опитаних NBC News на початку квітня 2020 року, 18 агентств заявили, що спостерігали зростання повідомлень про насильство за попередній місяць. У Х'юстоні зростання склало 20 %, поліція Шарлотт (округ Мекленбург) повідомила про ріст на 18 %, а поліція Фенікса — на 6 %. У деяких місцях, таких як Нью-Йорк, спостерігається зменшення кількості зареєстрованих інцидентів, хоча поліція вважає, що жертви просто не мають можливості про них повідомити. 11 квітня 2020 року губернатор штату Джорджія Брайан Кемп, посилаючись на звіт лікарні в Атланті, зазначив, що «кількість випадків насильства в сім'ї зросла на 15 %»; місцеві ЗМІ, лікарні, поліція та захисники не змогли перевірити це, але заявили, що цифра є реалістичною відповідає свідченням, які вони отримували, та оцінкам ризиків домашнього насильства, що зросли після локдауну.

### Туніс
Міністр у справах жінок Тунісу Асма Ширі заявила про зростання в 5 разів кількості випадків насильства в сім'ї в період пандемії коронавірусу.

### Туреччина
Активістки в Туреччині повідомили, що вбивство жінок різко зросло після першого наказу про перебування вдома 11 березня, в другій половині місяця загинули щонайменше 12 жінок. Голова Турецької федерації жіночих асоціацій повторила ці дані, заявивши, що на екстрених «гарячих лініях» спостерігається приплив абоненток, почастішали звістки про фізичне і психологічне насильство.

### Україна
Ситуація в Україні не відрізняється від світових тенденцій: напруга в сім'ях, а з нею і кількість випадків насильства зростає, в той же час звужуються можливості самодопомоги, повідомлення та реагування на такі випадки. Особливостями коронакризи в Україні є обвальний ріст безробіття, а також спричинені урядовими рішеннями проблеми: в наданні психіатричної допомоги, з виїздом трудових мігрантів і мігранток, з масовим поверненням дітей з інтернатів без належної роботи з сім'ями. На законодавчому рівні проблемою є те, що Україна досі не приєдналася до Стамбульської конвенції про запобігання домашньому насильству і не впровадила закладені в документі принципи, стратегії та практики боротьби з насильством проти жінок. Є окремі сигнали про обмеження в реагуванні з боку поліції та інших служб і в виконанні приписів кривдникам.
Про статистику домашнього насильства в період пандемії COVID-19 дозволяють судити такі дані. В Івано-Франківській області 17 квітня повідомили про 692 протоколи, складені поліцією з приводу домашнього насильства від початку року, із них 238 за період 17.03-16.04, тобто в період карантину приріст склав третину від числа за попередній період (в середньому від 6 до 7,9 на день). Ла Страда Україна повідомила про збільшення числа звернень на гарячу лінію для постраждалих від насильства під час карантину з 1270 до 2050 дзвінків на місяць. Схожі дані навели у Фонді народонаселення ООН в Україні, що надає притулок жертвам домашнього насильства: за час карантину вони отримали на 37 % більше звернень. Також повідомляється про наповненість небагатьох існуючих притулків для постраждалих. Показники, пов'язані з домашнім насильством, зростали в попередні роки, наприклад, у 2019 зафіксовано 800 феміцидів в порівнянні з 600 роком раніше (втім, є обґрунтовані сумніви щодо якості даних в цій темі).
В той же час 10 квітня 2020 представниця МВС Катерина Павліченко повідомила, що її відомство не помітило приросту в випадках домашнього насильства, припустивши, що причиною є обмежені можливості повідомлення про такі випадки.

### Франція
Міністр внутрішніх справ Франції Крістоф Кастанер 26 березня 2020 року повідомив, що після введення обмежувальних заходів у Парижі на 36 % зросло втручання поліції у сімейні конфлікти. У перший тиждень локдауну в сільських та приміських районах Франції число випадків домашнього насильства зросло на 32 %. В якості відповіді Міністерство внутрішніх справ надало можливість постраждалим жінкам звертатися за допомогою в аптеки, та доручило поліції активніше реагувати на повідомлення.

## Протидія насильству
Реагуючи на проблему, на заклики міжнародних інституцій і лідерок та лідерів думок, уряди та громадські організації розвинули нові способи реагування на проблему домашнього насильства в умовах обмежень, введених під час пандемії коронавірусу. Загальним трендом є розвиток інтернет-сервісів для повідомлення про випадки насильства та для надання дистанційних консультацій і підтримки постраждалим.

### Дії урядів
Італія запустила додаток, який дозволяє звертатися за допомогою без необхідності телефонувати.
Французький уряд розпочав ініціативу допомоги потерпілим за допомогою нових «гарячих ліній» та вебсайту. Також Франція, вивчивши досвід подібної програми, впровадженої на Канарських островах та в інших провінціях Іспанії, ввела практику повідомлення про випадки насильства в аптеках із застосуванням кодових слів. Ця практика відома тепер як «Маска-19» (іспанською: Mascarilla-19, кодове слово, що означає, що людина терміново потребує допомоги через насильство в сім'ї).
Західна Австралія створила спеціальну робочу групу для протидії насильству в сім'ї, налагодивши міжвідомчу взаємодію, що дозволила судам і органам правопорядку посилити спостереження за правопорушниками, також введені жорсткіші штрафні санкції.
У відповідь на тривожні звіти про загострення ситуації 29 березня 2020 року міністр внутрішніх справ Великої Британії Пріті Пател заявила, що жертвам насильства в сім'ї дозволяється залишати свої будинки та шукати безпеки в притулках, а Національна лінія з питань побутового насильства продовжує свою роботу. Додаткові 1,6 мільярди фунтів були надані місцевим радам «для допомоги тим, хто її потребує».
У квітні ірландська поліція розпочала операцію «Фаоісім» (Faoisimh), проактивну ініціативу забезпечення підтримки та захисту постраждалих від насильства. Окремо Міністерство юстиції оголосило, що виділяє 160 000 євро громадам та добровільним групам на підтримку їх роботи, та зробило серію рекламних матеріалів на телебаченні, радіо та в соцмережах, щоб донести інформацію до потерпілих.
10 квітня 2020 року уряд Шотландії відновив попередню інформаційну кампанію проти домашнього насильства. Міністр юстиції Гумза Юсаф підкреслив, що постраждалі можуть звертатися до поліції та служб підтримки цілодобово, навіть під час кризи, і їм не потрібно чекати до завершення пандемії. Урядова реклама, опублікована в той же день, заохочує шотландців: «Не зволікайте з пошуком допомоги».
В Індії Національна комісія з питань жінок перезапустила номер WhatsApp на час обмежувальних заходів. Це дозволяє жінкам, котрі потерпають від насильства в сім'ї, звертатися до відповідних служб за допомогою повідомлень онлайн. Одне з кожних 6 нових звернень було зроблене через цей номер. Поліція Одіші розгорнула превентивні заходи на основі попередніх повідомлень про домашнє насильство. У Пуні винуватці насильства в сім'ї підлягають ізоляції від жертв. Три індійські відомства, що працюють заради добробуту жінок, оголосили плани з боротьби проти насильства в сім'ях, подібні до кампанії ООН Ring the bell.
В Бельгії земельний уряд Фландрії 7 квітня оголосив про збільшення видатків на фламандську гарячу лінію «для зміцнення її потенціалу під час цієї кризи і заохочення постраждалих, свідків і виконавців насильства шукати допомоги». Наприкінці квітня фламандське міністерство юстиції уклало угоду з мережею готелів щодо надання додаткових тимчасових притулків для постраждалих від домашнього насильства в порожніх готельних кімнатах, оскільки майже всі притулки були переповнені. Також 280000 євро витратили на додатковий персонал для груп реагування проти насильства в сім'ї у п'яти провінціях Фландрії.
Франція інвестувала мільйон євро в створення 20 нових центрів допомоги по всій країні; розташування центрів поблизу супермаркетів, куди постраждалі можуть виходити на закупівлі, надає їм можливість отримати допомогу і, зокрема, направлення в один з десятків готельних номерів, які там також функціюють як тимчасові притулки з урядовим фінансуванням.
Декілька муніципалітетів Німеччини теж почали винаймати порожні готелі для розміщення потерпілих від домашнього насильства.
До розміщення потерпілих від насильства у готелях також вдалася місцева влада штату Пенсильванія, США.

### Ініціативи приватних осіб і благодійних організацій
У США Ріанна приватно пожертвувала 2,1 млн доларів фонду мера Лос-Анджелеса для надання допомоги потерпілим від домашнього насильства; також заснований нею Фонд Клари Ліонель провів фандрейзингові заходи спільно з Джеком Дорсі, Генеральним директором Twitter, Inc.
£1 млн пожертвувала Джоан Ролінг на підтримку потерпілим від домашнього насильства і бездомним.
В Аргентині відбулася громадянська кампанія, в ході якої жінки та чоловіки на балконах били в каструлі та вивішували зелені й фіолетові хустки, на знак підтримки права на аборт і обурення з приводу насильства над жінками (Ni Una Menos).
Паскаль Френк, координатор Центру сімейної справедливості в Антверпені, рекомендував потерпілим знизити ризик ескалації, обмеживши взаємодію зі своїми кривдниками (працюючи чи займаючись спортом в окремих кімнатах), звертатися в допомогові служби через Інтернет та стерти історію чатів після розмов з працівниками такої служби. Інші його рекомендації:
- розміщувати потерпілих у нині порожніх будівлях, наприклад, у готелях;
- розширити існуючі системи реагування, надавши потерпілим змогу негайно звернутися до поліції онлайн;
- органам правосуддя полегшити процедури, що забезпечать ефективну ізоляцію злочинців;
- людям, які перебувають у мережі підтримки потерпілих, активно підтримувати щоденний контакт з ними телефоном або онлайн[71].

### Урядові та громадські ініціативи в Україні
Національна поліція України запустила Телеграм-чатбот #ДійПротиНасильства для повідомлень про випадки насильства та отримання консультацій онлайн у Telegram та розробила інформаційні матеріали щодо захисту від домашнього насильства в умовах пандемії. Є інші згадки пристосування до умов карантину завдяки засобам онлайн-зв'язку: цим шляхом пішли працівники соціальних служб та консультанти з неурядових організацій («консультації через месенджер Facebook або Skype вже отримують більше 16 % тих, хто звернулися через домашнє насильство»).
Серію вебінарів для розвитку компетентності працівників(-ць) соціальної сфери і навчання роботі в умовах карантину організувало Міністерство соціальної політики України за підтримки Уповноваженого з прав дитини, спільно з Партнерством «Кожній Дитині» і Міжнародним центром розвитку і лідерства. Рекомендаціями для служб і органів влади також поділились представники фундації Lumos в Україні. Докладний коментар щодо проблеми, а також свої рекомендації надала колишня міністр охорони здоров'я Уляна Супрун.
В Україні постраждалі та свідки домашнього насильства мають повідомляти про вчинення домашнього насильства Національну поліцію. Іншим джерелом повідомлень про такі випадки є медичні заклади і, в разі насильства щодо дітей, педагогічний персонал, навчальні заклади. В випадку насильства щодо неповнолітніх повідомлення потрапляє також в служби у справах дітей, котрі мають власні повноваження та протоколи з захисту неповнолітніх. В Національній поліції в рамках міжнародного проєкту готують спеціальні підрозділи реагування на такі випадки і подекуди вони вже роблять виїзди. Крім того, дієвими каналами, за якими постраждалі можуть отримати конкретні поради та психологічну підтримку, залишаються телефони Національних гарячих ліній. Також повідомляється про роботу в тестовому режимі Урядова лінія з протидії домашньому насильству. А команда Уповноваженого з прав дитини за підтримки Мінінфраструктури і Київстар запустила телеграм-бот для інформування і підтримки жертв насильства онлайн.